# Jacques Beauvais (acteur)
Pour les articles homonymes, voir Jacques Beauvais et Beauvais.
Jacques Beauvais (1889-1967) est un acteur français actif de 1911 à 1964.

## Biographie
Malgré un demi-siècle de carrière dans le cinéma et de nombreuses apparitions dans plus d'une centaine de films muets puis parlants, on ne sait pratiquement rien de Jacques Beauvais.
Interprète de petits rôles voire de simples apparitions muettes, il était notamment spécialisé dans les rôles de maîtres d'hôtels.

## Filmographie

### Années 1910
- 1911 : Le Rembrandt de la rue Lepic, de Jean Durand : un spectateur au concert de piano
- 1911 : Calino veut être cow-boy, de Jean Durand : un cow-boy
- 1911 : Zigoto et l'Affaire du collier / Zigoto et le collier / La Trouvaille de Zigoto, de Jean Durand : un spectateur à l'Olympia
- 1912 : Calino courtier en paratonnerre, de Jean Durand : un joueur de billard
- 1912 : Rigadin ne veut pas se faire photographier de Georges Monca
- 1912 : Zigoto plombier d'occasion, de Jean Durand : un invité du voisin du dessous
- 1912 : Onésime et le Nourrisson de la nourrice indigne, de Jean Durand : un client du restaurant / un invité à la noce
- 1912 : Oxford contre Martigues de Jean Durand
- 1912 : Onésime horloger, de Jean Durand : un danseur / un employé de la chapellerie
- 1912 : Onésime et le Chien bienfaisant, de Jean Durand
- 1912 : La Course à l'amour, de Jean Durand : Sosthène
- 1913 : La Disparition d'Onésime, de Jean Durand : un client du cabaret Rose
- 1913 : Onésime et l'affaire du Tocquard-Palace, de Jean Durand
- 1913 : Le Collier vivant, de Jean Durand
- 1913 : Le Jugement du fauve, scène de la vie de l'Ouest américain, de Jean Durand : John Palmer
- 1913 : La Mort du milliardaire, scène de la vie de l'Ouest américain, de Jean Durand : Jack Morgan
- 1913 : Les Papiers du mort, scène de la vie de l'Ouest américain, de Jean Durand : Jim Elliot

### Années 1930
- 1931 : Partir de Maurice Tourneur
- 1932 : La Fleur d'oranger de Henry Roussell
- 1932 : Les Gaietés de l'escadron de Maurice Tourneur - Le patron du beuglant
- 1933 : Une vie perdue de Raymond Rouleau
- 1934 : Madame Bovary de Jean Renoir
- 1934 : Les Affaires publiques de Robert Bresson - court métrage -
- 1934 : Chansons de Paris de Jacques de Baroncelli
- 1934 : Toboggan de Henri Decoin
- 1934 : La crise est finie de Robert Siodmak - Le maître d'hôtel
- 1935 : Touche à tout de Jean Dréville - Un joueur
- 1935 : Baccara d'Yves Mirande et Léonide Moguy (premier assistant-réalisateur)
- 1935 : Le Bébé de l'escadron de René Sti
- 1935 : Jim la Houlette de André Berthomieu
- 1936 : L'Argent de Pierre Billon - le maître d'hôtel
- 1936 : Le Grand Refrain d'Yves Mirande
- 1936 : J'arrose mes galons de René Pujol et Jacques Darmont
- 1937 : Mademoiselle docteur ou salonique nid d'espions de Georg-Wilhelm Pabst - Le chef de réception
- 1937 : Le Choc en retour de Maurice Kéroul - Un ouvrier
- 1937 : L'Alibi de Pierre Chenal - le maître d'hôtel
- 1937 : La Bataille silencieuse de Pierre Billon - Le serveur du wagon-restaurant
- 1937 : Un carnet de bal de Julien Duvivier - Le maître d'hôtel
- 1937 : Ces dames aux chapeaux verts de Maurice Cloche - Le livreur
- 1937 : Nuits de feu de Marcel L'Herbier - Un pêcheur
- 1937 : Le Club des aristocrates de Pierre Colombier - Le maître d'hôtel
- 1937 : Les Rois du sport de Pierre Colombier - Le maître d'hôtel
- 1937 : François Ier de Christian-Jaque
- 1937 : L'Habit vert de Roger Richebé
- 1937 : Tamara la complaisante de Félix Gandéra et Jean Delannoy
- 1938 : Chipée de Roger Goupillières
- 1938 : La Bête humaine de Jean Renoir
- 1938 : Accord final de Ignacy Rosenkranz - Un inspecteur
- 1938 : Les Rois de la flotte de René Pujol
- 1938 : La Route enchantée de Pierre Caron
- 1939 : Entente cordiale de Marcel L'Herbier - Le maître d'hôtel
- 1939 : Pièges de Robert Siodmak - Le chef cuisinier
- 1939 : Quartier latin de Pierre Colombier et Christian Chamborant

### Années 1940
- 1941 : Le Dernier des six de Georges Lacombe - Un maître d'hôtel
- 1942 : Fièvres de Jean Delannoy
- 1942 : Pontcarral, colonel d'Empire de Jean Delannoy - Un officier
- 1942 : Dernier Atout de Jacques Becker - Un inspecteur
- 1943 : Marie Martine de Albert Valentin
- 1943 : Forces occultes de Jean Mamy - court métrage -
- 1943 : Donne-moi tes yeux de Sacha Guitry - Un client du cabaret
- 1944 : Le ciel est à vous de Jean Grémillon - Le maître d'hôtel
- 1944 : Cécile est morte de Maurice Tourneur : Mr Paul
- 1945 : Falbalas de Jacques Becker
- 1946 : Le Dernier Sou de André Cayatte
- 1947 : Le Diable au corps de Claude Autant-Lara
- 1949 : La Veuve et l'Innocent de André Cerf
- 1949 : Jour de fête de Jacques Tati - Le cafetier
- 1949 : L'Atomique Monsieur Placido de Robert Hennion - Le troisième maître d'hôtel
- 1949 : Envoi de fleurs de Jean Stelli - Un maître d'hôtel
- 1949 : L'Héroïque Monsieur Boniface de Maurice Labro - Un maître d'hôtel
- 1949 : La Voyageuse inattendue de Jean Stelli - Le garçon
- 1949 : La Valse brillante de Jean Boyer - Un maître d'hôtel

### Années 1950
- 1950 : Rendez-vous avec la chance de Emile-Edwin Reinert - Un maître d'hôtel
- 1950 : Une nuit de noces de René Jayet
- 1950 : Meurtres ? de Richard Pottier - Un maître d'hôtel
- 1950 : La Belle Image de Claude Heymann - Le maître d'hôtel
- 1950 : La Dame de chez Maxim de Marcel Aboulker - Eugène
- 1950 : Les femmes sont folles de Gilles Grangier - Le régisseur
- 1950 : La Vie chantée de Noël-Noël
- 1951 : Coq en pâte de Charles-Félix Tavano
- 1951 : Les Petites Cardinal de Gilles Grangier - Le cocher
- 1951 : Le Plus Joli Péché du monde de Gilles Grangier
- 1953 : Madame de... de Max Ophüls - Un majordome
- 1954 : Obsession de Jean Delannoy
- 1954 : Ah ! les belles bacchantes de Jean Loubignac
- 1954 : Le Rouge et le Noir de Claude Autant-Lara
- 1957 : Sylviane de mes nuits de Marcel Blistène - Marcel

### Années 1960
- 1964 : L'Abonné de la ligne U de Yannick Andreï